# Onciale 0207
- Papyrus
- Onciale
- Minuscules
- Lectionnaire

Le Codex 0207, portant le numéro de référence 0207 (Gregory-Aland), est un manuscrit du Nouveau Testament sur parchemin écrit en écriture grecque onciale.

## Description
Le codex se compose d'une folio. Il est écrit en deux colonnes, de 29 lignes par colonne. Les dimensions du manuscrit sont 19 x 15 cm,. Les paléographes datent ce manuscrit du IVe siècle.
C'est un manuscrit contenant le texte incomplet de la Apocalypse (9,2-15). 
Le texte du codex représenté type alexandrin. Kurt Aland le classe en Catégorie III. 
Le manuscrit a été examiné par M.-J. Lagrange et J. Schmid.
Lieu de conservation
Il est conservé à la Bibliothèque Laurentienne (PSI 1166) à Florence,.